# 俾路支人

1980年時巴基斯坦附近民族分布，俾路支人為紅色。

俾路支是伊朗人的一支，俾路支地區（西亞伊朗高原東南部）的主要民族。现主要分布在巴基斯坦、伊朗、阿富汗境內。俾路支人多數以農業、游牧和畜牧業為生，使用俾路支語。其餘的許多人生活在沙烏地阿拉伯王國、土庫曼、阿曼、巴林和科威特，並在一些非洲地區，即肯亞和坦桑尼亞（塔波拉有一個大的社羣）。小社羣俾路支人也住在歐洲和澳大利亞珀斯。

## 源起
俾路支（Baluch）的字面意思就是“游牧”。在阿拉伯地区有一座山，名叫“伯路杰（Baloj）”。他们自称是属于阿拉伯后裔，名称可能来自这座山。在倭马亚王朝时期，生活在叙利亚的阿勒颇草原，迁移至伊朗大不里士、马什哈德等地。最后进入锡斯坦，再到马卡兰，于13世纪进入信德地区。在统治阿富汗的加兹尼王朝期间，他们也是这个王朝主力部队之一。
而该地区的布拉灰人虽然语言与俾路支不同，但关系密切，被视为俾路支部落的一部分。

## 圖像

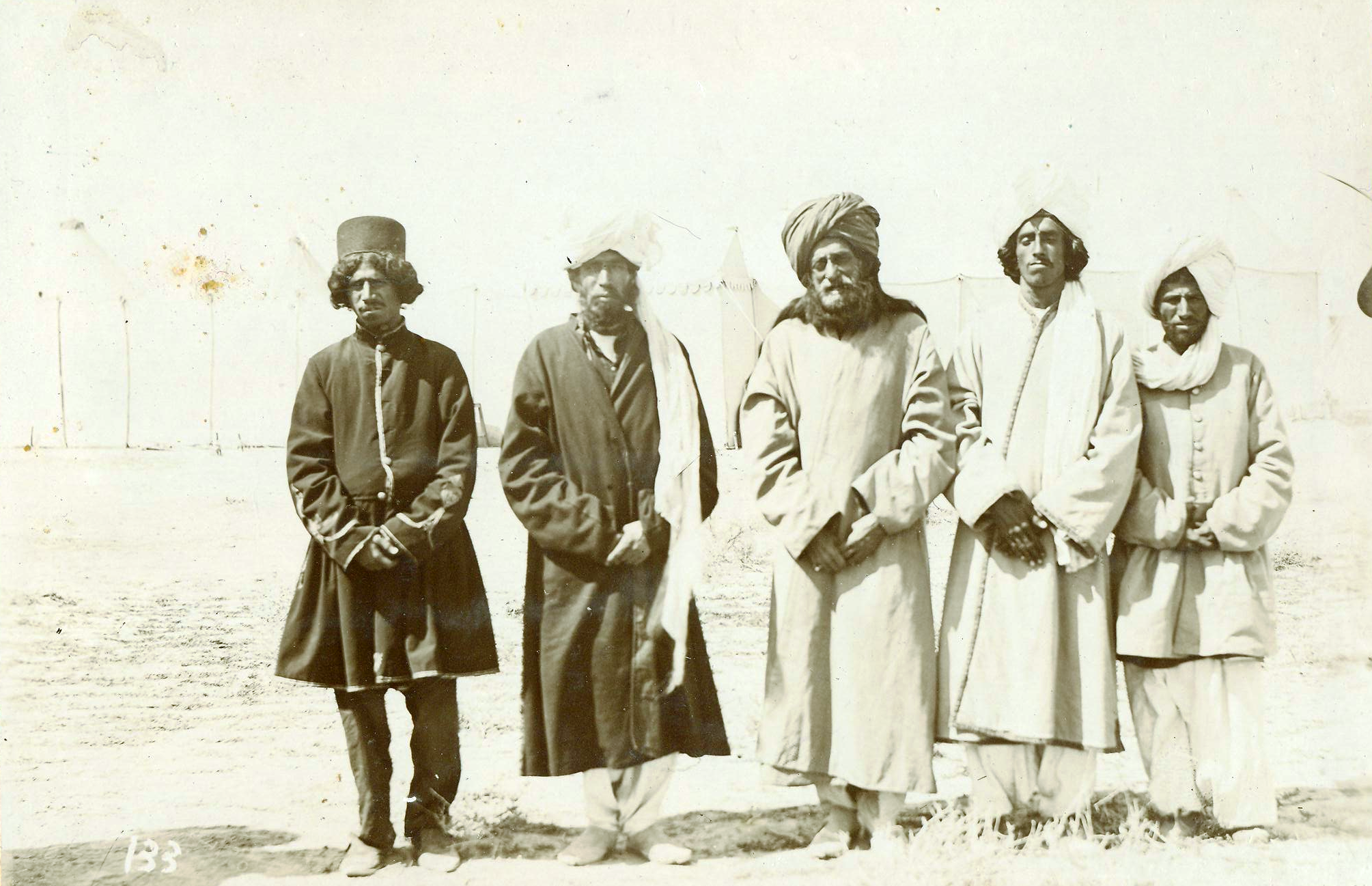
伊朗俾路支部落酋長（可汗）在卡扎尔王朝時期，C. 1884
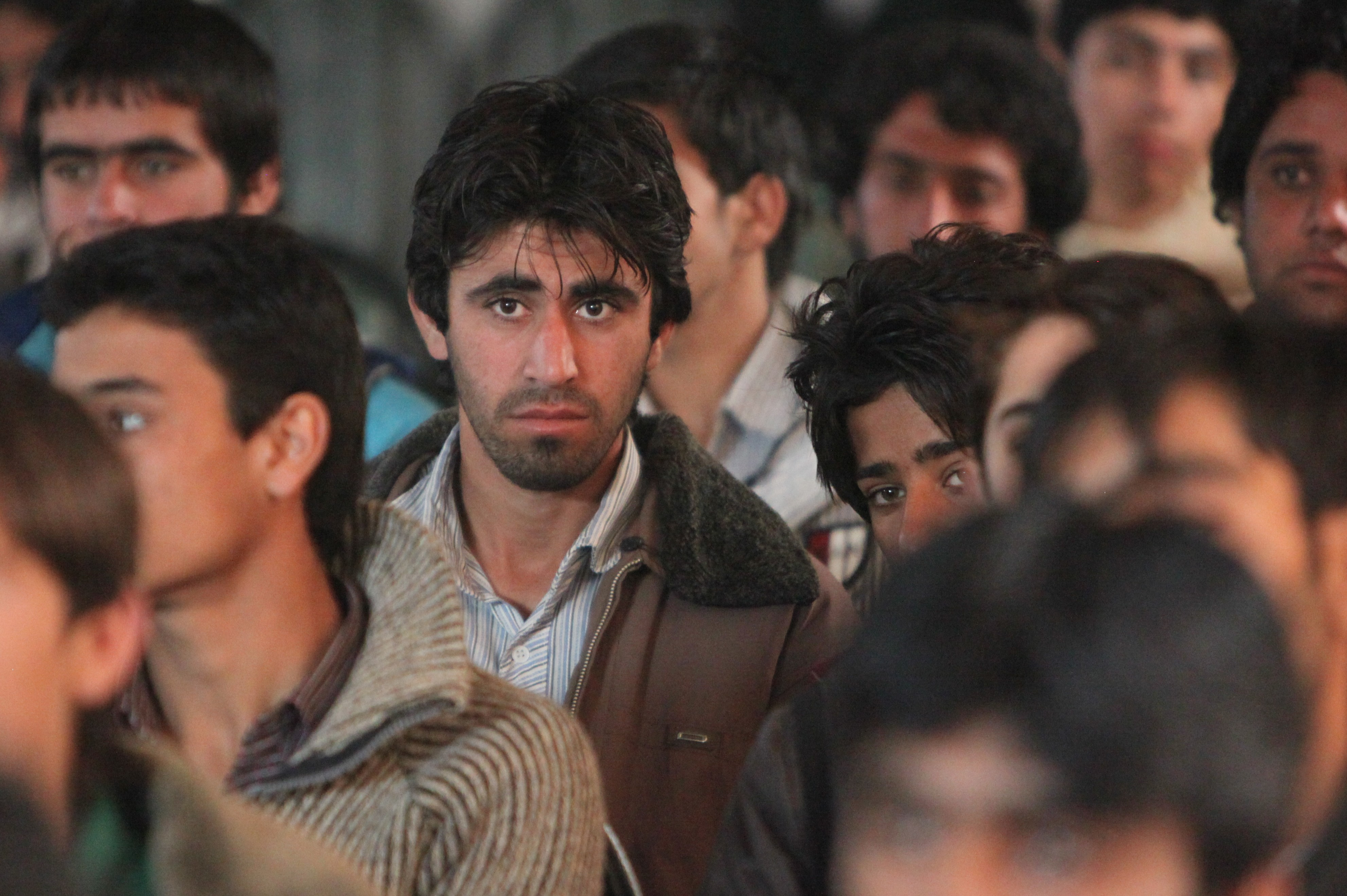
阿富汗尼姆鲁兹省的俾路支人

## 俾路支民族主義
俾路支人以部落为主要社会结构形式，分为定居单位（Shahri）和游牧单位。定居单位是俾路支中部和南部地区（即马卡兰地区）社会秩序的支柱，而游牧单位是北部部落地区统治的基础。俾路支传统的经济结构与社会结构相对应，绝大多数的部落民采用原始放牧和农耕的生产方式，两种生产方式在南北不同地区相互并存，在某些地区则是两者的混合。
12世纪随着米尔贾拉尔汗建立俾路支部落联盟，主要的俾路支部落形成，这成为未来俾路支地区的核心。布拉灰人建立的卡拉特邦是俾路支民族主义运动的中心。

## 延伸閲讀
- Axmann, Martin. . Fleet, Kate; Krämer, Gudrun; Matringe, Denis; Nawas, John; Rowson, Everett  (编). . Brill Online. 2019. ISSN 1873-9830.
- Bulookbashi, Ali A.; Asatryan, Mushegh. . Madelung, Wilferd; Daftary, Farhad  (编). . Brill Online. 2013. ISSN 1875-9831.

## 外部連結
- Iran （页面存档备份，存于）. The World Factbook. Central Intelligence Agency.
- 中的“俾路支人”
- 維基媒體的Iran地圖集